# 格雷特納 (堪薩斯州)
格雷特納（英語：Gretna）是位於美國堪薩斯州菲利普斯縣的一個非建制地區。

## 地理
格雷特納所處的海拔為高於海平面571米（即1873英呎），而該地所採用的時區為UTC-6，即北美中部時區（CST）。同時該地設有夏令時間，為UTC-6調快一小時，即UTC-5（CDT）。